# Літературна казка
Літерату́рна ка́зка — це авторський художній твір, прозовий або віршовий, заснований або на фольклорних джерелах, або цілком оригінальний; твір                переважно фантастичний, чародійний, у якому змальовуються неймовірні пригоди вигаданих або традиційних казкових героїв. Літературна казка здебільшого орієнтована на дітей. У ній неймовірне чудо відіграє роль сюжетотвірного фактора, слугує вихідною основою характеристики персонажів.
Фольклорний канон по-різному зберігається в літературній казці, що не робить цей жанр чимось винятковим, оскільки будь-який художній текст, і передусім прозовий, розвивається на основі змішаних явищ писемності і фольклорних джерел. Літературна казка включає в себе ознаки різноманітних жанрів, що в цілому притаманне літературі романтизму. Адже саме в цей час утверджується нове співвідношення жанр — автор, коли художня свідомість перестає бути традиціоналістською. Жанрове самовизначення художньої свідомості для автора «стає не вихідною точкою, а підсумком творчого акту. Жанр пізнається важче, ніж раніше». Усе сказане властиве і літературній казці, яка може зближуватися з романтичною поемою і фантастичною повістю, але завжди залишається самостійним жанром.

## Передумови виникнення
Під час визначення дефініції «літературної казки» важливо враховувати передумови і загальний настрій епохи. Своїм виникненням вона завдячує романтизму, який виник на противагу «холодному» раціоналізму під час Просвітництва. Романтики заперечували панування раціоналізму (напр. «Малюк Цахес, на прізвисько Цинобер» Ернста Теодора Амадея Гофманна).
Також вагому роль у формуванні літературної романтичної казки відіграли постулати руссоїзму (система цінностей Жана-Жака Руссо). Романтики перейняли його ідейне захоплення природою та поверненням до народного коріння: цей мотив використовується Л. Тіком у його казці «Білявий Екберт».